# Catharsius parafastidiosus
Catharsius parafastidiosus là một loài bọ cánh cứng trong họ Bọ hung (Scarabaeidae).